# J. V. Jones
Pour les articles homonymes, voir Jones.
Œuvres principales
- Cycle Le Livre des mots
- Cycle L'Épée des ombres

Julie Victoria Jones est une auteure anglaise de fantasy qui signe ses œuvres J. V. Jones.

## Biographie
J. V. Jones est née en 1963 à Liverpool puis est partie s'installer aux États-Unis à la fin des années 1980. Elle vit à présent à San Diego, Californie.
À partir de 1995, elle commence à publier une première série intitulée Le Livre des mots, qui figure parmi les best-sellers américains. Sa trilogie est ensuite éditée au Royaume-Uni et en Russie, France et Allemagne.

## Œuvres

### SérieLe Livre des mots
1. L'Enfant de la prophétie, Calmann-Lévy, collection Héroïc Fantasy n°2, 2005 ((en) The Baker's Boy, 1995), trad. Guillaume FournierRéédité par Le Livre de poche en 2007
2. Le Temps des trahisons, Calmann-Lévy, collection Héroïc Fantasy, 2006 ((en) A Man Betrayed, 1996), trad. Guillaume FournierRéédité par Le Livre de poche en 2007
3. Frères d'ombre et de lumière, Calmann-Lévy, collection Héroïc Fantasy, 2007 ((en) Master and Fool, 1997), trad. Guillaume FournierRéédité par Le Livre de poche en 2008

### SérieL'Épée des ombres
1. La Caverne de glace noire, Le Livre de poche, 2011 ((en) A Cavern of Black Ice, 1999), trad. Guillaume Fournier
  1. Le Piège de glace blanche, Orbit, 2009
  2. La Caverne de glace noire, Orbit, 2009
2. La Forteresse de glace grise, Le Livre de poche, 2011 ((en) A Fortress of Grey Ice, 2002), trad. Guillaume Fournier
  1. La Piste des glaces, Orbit, 2010
  2. La Forteresse de glace grise, Orbit, 2010
3. L'Épée dans la glace rouge, Orbit, 2010 ((en) A Sword from Red Ice, 2007), trad. Guillaume FournierRéédité aux éditions Le Livre de poche en 2012
4. Le Veilleur des morts, Orbit, 2011 ((en) Watcher of the Dead, 2010), trad. Guillaume FournierRéédité aux éditions Le Livre de poche en 2013

### SérieLa Ronce d'or
- (en) The Barbed Coil, 1997, trad. Guillaume Fournier
  1. Les Motifs de l'ombre, Calmann-Lévy, 2008Réédité par Le Livre de poche en 2009
  2. La Peinture de sang, Calmann-Lévy, 2008Réédité par Le Livre de poche en 2010